# 한인애국단
한인애국단(韓人愛國團)은 1931년 상하이에서 대한민국 임시 정부의 주석 김구가 일본 제국의 주요 요인 암살을 목적으로 조직한 독립운동단체이다. 1932년 도쿄에서 이봉창 의거(사쿠라다몬 사건)와 상하이에서 윤봉길 의거 등을 거행하여 전세계에서 일본 제국에 대항했다. 거사 이후 한인애국단은 1936년까지 언론을 통해 이봉창·윤봉길 등에 대한 추모 활동을 하였고, 그 이후에는 자연스럽게 해체된 것으로 보인다.

## 역사

### 결성 (1931)
김구는 국내, 만주와 연락이 되지 않자 미주 동포들에게 편지를 써서 독립운동 자금을 모금하였다. 시카고 공동회의 김경, 미주의 대한인국민회의 안창호와 김호 등, 하와이 대한인동지회의 이승만, 멕시코의 김기창과 이종오, 쿠바의 임천택 등을 비롯한 여럿이 모금에 참여하였다.
1931년 10월 김구는 미주 동포의 호응을 바탕으로 대한통의부 산하 암살 비밀조직을 강화한 대한민국 임시 정부 내 항일무장투쟁단체 한인애국단을 결성하였다. 간부는 단장인 김구를 비롯해 이유필·이수봉(李秀峰)·김석(金皙)·안공근 등이며, 단원은 이봉창·윤봉길·이덕주(李德柱)·유진만(兪鎭萬)·최흥식(崔興植)·유상근(柳相根) 등이었다.

### 주요 활동

#### 이봉창 의거 (1932. 1. 8)

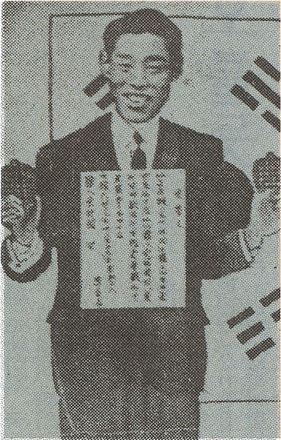
이봉창

김구는 홍보를 통해 청년단원을 모집하였고, 1931년 말 일본어에 능한 이봉창이 찾아왔다. 처음에는 일본어를 잘 구사하던 이봉창을 의심하였다. 그러나 같이 지내면서 점점 신뢰하게 되었다. 1931년 12월 13일 이봉창을 한인애국단 제1호 단원으로 가입시켰다. 이 때 이봉창은 다음과 같은 내용의 선서문을 작성하였다. "나는 적성(赤誠)으로써 조국의 독립과 자유를 회복하기 하야 한인애국단의 일원이 돼야 적국의 수괴(首魁)를 도륙하기로 맹세하나이다."
이봉창이 왜 천황을 죽이지 못하느냐고 힐난하자, 김구는 자극을 받아 이봉창이 묵던 숙소로 찾아갔고, 이어 히로히토가 도쿄 교외에서 관병식(觀兵式)에 참가한다는 정보를 입수하고 이봉창을 일본 도쿄에 파견하였다.
1931년 12월 17일 이봉창은 상해를 출발하는 우편선 빙천환(氷川丸)에 일본인으로 가장하여 3등 선객으로 승선하여 12월 19일 오후에 고베(神戶)에 입항하였다. 그 후 도쿄에 도착하여 기회를 엿보던 중 구랍 28일 《도꾜아사히신문(東京朝日新聞)》의 보도를 통하여 1월 8일 관병식이 거행됨을 알고 상해의 김구에게 '물품은 1월 8일 방매하겠음'이라는 암호전문을 보냄으로써 거사계획을 알렸다.
1932년 1월 8일 이봉창 의거(사쿠라다몬 사건)가 거행되었다. 이봉창이 일왕 히로히토에게 폭탄을 던졌으나 암살에는 실패하였고 즉시 체포되었다.
이봉창 의거에 대하여 내외의 반응은 즉시 신문기사에 나타났다. 중국 국민당 기관지 청도(靑島)의 《국민일보(國民日報)》는 특호활자로 ‘한인이봉창저격일황불행부중(韓人李奉昌狙撃日皇不幸不中)’이라는 기사를 실었다가 일본 군경의 습격을 받아 신문사가 파괴되었다. 그 외 장사(長沙)·상해 등지의 신문들도 ‘불행부중(不幸不中)’의 문구를 썼다가 일본의 항의로 폐간당하기도 했다. 이와 같이 이봉창 의거는 비록 일왕을 폭살하지는 못했으나 그 영향은 무척 컸다. 특히 1931년 완바오산 사건으로 악화된 중국인의 한국인에 대한 감정이 서서히 호전되고 있었고, 각지의 교포들로부터 많은 격려의 편지와 자금을 지원하겠다는 제의가 오기도 하였다는 것은 주지의 사실이다. 이러한 반향을 보이자 일제는 이미 각본을 세워두었던 중국침략을 서둘러 1932년 1월 28일 제1차 상하이 사변을 일으켰다.
1932년 1월 28일 제1차 상하이 사변에서 일본 제국이 중화민국을 제압하였다. 이로써 상하이는 무장해제를 당했고, 중화민국은 더 이상 자국의 군대를 상하이에 상주시키지 못하게 되었다.
이봉창은 체포되어 인곡형무소(印谷刑務所)에 수감되었다가 1932년 9월 30일 사형을 선고 받았다.
1932년 10월 10일 오전 9시 2분 이봉창에게 사형이 집행되었다.

출운도 (이즈모호) 폭파사건 (1932.2)
1932년 2월 12일 중국인 잠수부들을 고용, 상하이 주둔     일본군사령부의 출운호(出雲號, 이즈모호) 폭파 계획을 세웠으나 배 밑에 폭탄을 장착하는 과정에서 머뭇거리다가 발각되어 실패하였다.

#### 일본군 비행장 폭파 미수 (1932. 3)
누군가 비행장을 폭파시켰다. 하지만 비행장을 폭파시킨 사람은 아직도 밝혀지지 않았고 3명 부상 1명 실종 12명이 사망하였다.
비행장이 폭파된 일은 1932년 3월 25일 10시 5분이다. 
조선총독 암살미수 (1932.3)
김구는 윤봉길 의거 직전 한인애국단 단원인 이덕주,유진만을 국내로 파견해 조선총독부 총독인 우가키 가즈시게를 암살하라고 지시하였다. 1932년 4월 이덕주와 유진만은 권총으로 무장하고 계획된 공작을 실행하다 일본경찰 에게 발각되어 체포되었고 거사는 실패로 돌아간다. 이덕주는 7년형을 구형받은후 3년뒤 1935년 2월 해주형무소에서 옥사, 유진만은 광복후까지 조용히 살다가 별세했다.  
다롄의거 미수 (1932.5)
김구는 일본 관동군사령관 혼조시게루와 남만주 철도 주식회사 사장 우치다 고사이 등을 암살하기 위해 유상근, 최흥식을 다롄으로 파견하였다. 1932년 4월 25일에 유상근은 윤봉길이 사용했던 폭탄을 갖고 4월 27일 상해를 떠나 5월4일 다롄에 도착했고 이성발 형제, 최흥식과 거사를 준비하던중 최흥식이 김구에게 보낸 편지가 상하이 일본총영사관에 발각되는 바람에 최흥식이 체포되었고 고문과 심문으로 유상근의 거처를 알아냈고 유상근 마저 체포 되었다. 이성발형제도 유상근이 체포된지 다음날 체포되었다. 그렇게 거사는 실패로비 했고 유상근은 뤼순감옥에서 13년동안 옥고를 치렀고 결국 광복을 하루앞둔 1945년 8월 14일 옥사하였고 최흥식은 수감중 사형당한것으로 알려지지만 정확한 순국일은 알수없다.

#### 윤봉길 의거 (1932. 4. 29)

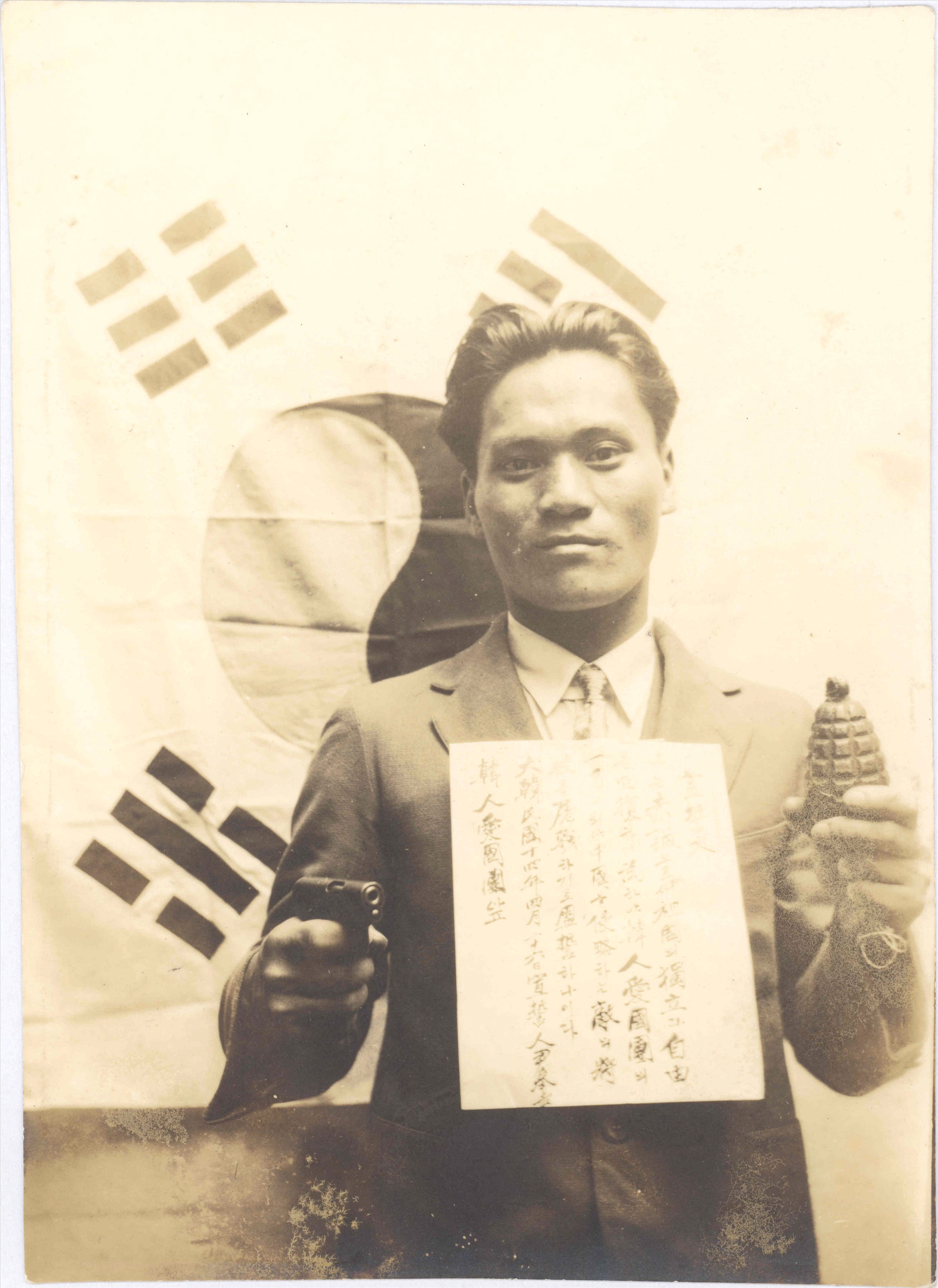
윤봉길

1932년 2월 윤봉길이 한인애국단에 입단하자 중화민국 정부 요인인 왕백수, 천궈푸(진과부) 등과 중국군에 복무하던 김홍일의 도움으로 폭탄을 입수, 3월 3일 윤봉길을 상하이로 파견, 훙커우 공원 부두 근처 비행장 격납고 폭파계획을 세웠다. 그러나 제1차 상하이 사변에서 중화민국이 패전하여 비행장 접근이 어려워져 포기하였다. 그리고 얼마 후 훙커우 공원에서 천장절 기념식 및 상해사변 전승축하연이 있다는 정보를 입수, 윤봉길을 파견하기로 하였다.
1932년 4월 26일 윤봉길은 다음과 같은 내용의 선서문을 작성하였다. "나는 적성(赤誠)으로써 조국의 독립과 자유를 회복하기 위하야 한인애국단의 일원이 돼야 중국을 침략하는 적의 장교를 도륙하기로 맹세하나이다."
1932년 4월 29일 새벽 6시 김구는 윤봉길과 함께 자신의 집에서 최후의 아침식사를 같이 하였다. 자신의 손목시계를 영원한 이별의 기념으로 김구에게 건넨 윤봉길은 오전 7시경 거사장소인 훙커우 공원으로 향하였다. 이날 일본 제국은 상하이 훙커우 공원에서 제1차 상하이 사변 승전기념 및 천장절 행사를 열었는데, 이날 윤봉길 의거(훙커우 공원 사건)가 거행되어 윤봉길은 상해거류민단장 가와바다 사다쓰구(河端貞次)와 육군대장 시라카와 요시노리(白川義則) 등 일본 제국 고관들을 처단하였다.
윤봉길 의거는 엄청난 반향을 불러 일으켰다. 이 사건은 국제적으로는 한인의 반일투쟁이 간단없이 지속되었으며 현재도 계속되고 있음을 보여준 가장 확실한 증거였다. 윤봉길의 쾌거는 중국인민들에게도 커다란 고무작용을 하였으며 소식을 접한 중국인들은 모두 윤봉길의 행동을 칭송하였다. 장제스가 "중국의 백만대군이 하지 못한 일을 한국의 한 용사가 능히 하였으니 장하도다"라고 했다는 것은 널리 알려진 사실이다.
1932년 12월 19일 윤봉길 의사에게 총살형이 집행되었다.

### 거사 이후

#### 김구 피신 및 장제스와의 제휴 체결 (1932)
윤봉길 의거 직후 김구는 군무부장 김철과 행동을 같이 하며 당지 교통대학 체육교사 중국국적의 한국인 선궈췐(신국권)의 주선으로 일찍이 김철의 면식이 있는 외국인기독교청년회 주사 미국인 조지 애시모어 피치의 비호를 받아 그가 아는 모목사의 사택에 잠복하였다.
1932년 5월 9일 김구는 상하이 각 신문에 윤봉길 의거의 주모자가 김구 본인임을 발표하였다. 이후 일제에 의해 현상금 60만원이 걸렸다고 한다. 이봉창 의거와 윤봉길 의거의 배후가 임시정부의 김구 라는 것이 알려지면서 김구의 세계적 명성은 치솟았고 임정에 흘러오는 자금에도 활기를 띄어 재정난이 해소되었다.
김구가 일제에게 수배되자 장제스(장개석)는 중국 국민당 조직부장 천궈푸(진과부)에게 김구를 보호하도록 하였다. 천궈푸는 상해의 피치 박사 집에 은신해 있던 김구를 안전한 지역으로 피신시키고자 하였고, 그것을 조직부에서 일하고 있던 샤오정(소쟁)에게 맡겼다. 샤오정은 그가 잘 알고 지내던 추푸청(저보성)에게 부탁하였다. 추푸청은 중국 국민당 당원으로 저장성(절강성) 주석을 역임한 바 있고 자싱(가흥)의 유지였다.
1932년 5월 14일 김구는 상하이를 탈출, 항저우로 가서 쥐잉뤼서(聚英旅社)에 투숙하였다. 그리고 3일 후 자싱으로 이동해 추푸청의 집에 피신하였다. 이후 장제스-천궈푸-샤오정-김구로 이어지는 연락통로가 마련되었다. 상호간의 연락은 주로 서신을 통해 이루어졌는데, 중국 국민당의 공패성이 남경과 자싱을 오가며 연락을 담당하였고, 또 중국 국민당에 근무하고 있던 박찬익도 그 역할을 담당하였다. 천궈푸는 중요한 사항의 경우에는 장제스에게 보고하여 허락을 맡았다.

#### 언론 활동 및 해체 (1935~1936)
1935년 12월 19일 한인애국단 명의로 구국운동에 나선 중국 학생대표들에게 보내는 글(「한인애국단에서 中華全國來京학생대표에 보내는 글」)이 발표되었다. 12월 19일은 윤봉길의사가 순국한 날이다.
1936년 3월 1일 한인애국단 명의로 「3 · 1기념일에 대한 격문」이 발표되었다.
1936년 4월 29일 한인애국단 명의로 「한인애국단이 중국혁명동지에게 삼가 고하는 글」이 발표되었다. 4월 29일은 홍구공원의거를 결행한 날이다.
1936년 8월 29일 한인애국단 명의로 「國恥紀念日에 愛國同志에 檄함」이 발표되었다.
이러한 공식 활동이 확인되며, 그 이후 한인애국단은 자연스럽게 해체된 것으로 보인다.

### 해체 이후

#### 7의사 유해 환국 (1946)

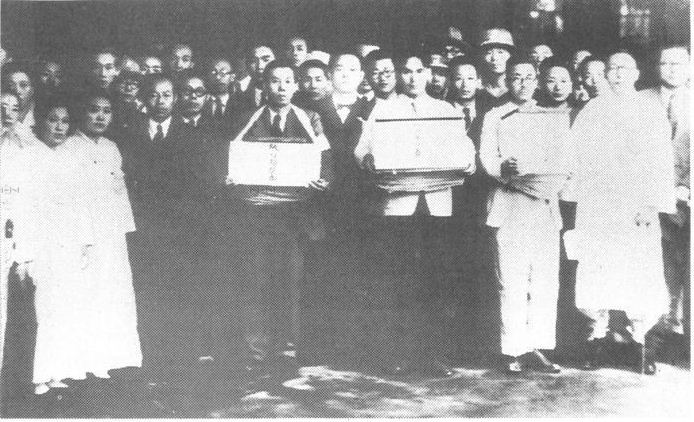
삼의사(이봉창, 윤봉길, 백정기) 유해 환국

1946년 5월 15일 윤봉길·이봉창·백정기·김청광(金淸光)·김석영(金錫永)·홍성주(洪性周)·박상조(朴尙祚) 등 7의사의 유해가 일본에서 부산항에 도착했다. 이 중 윤봉길과 이봉창은 한국애국단원이었다.
1946년 6월 15일 낮 12시 부산공설운동장에서 김구 등이 참석한 가운데 윤봉길·이봉창·백정기 삼의사 추도회가 열렸다. 회가 끝난다음 유골은 다시 봉안소에 안치하고 김구 총리 일행은 당일 동래에서 일박후 부산발 해방호 열차로 유골을 봉안하고 출발하였다.
1946년 6월 16일 오후 5시 40분 3열사의 유해를 모시고 서울역에 도착하였다. 서울역장 안내로 일단 귀빈실에서 잠시 휴계한 다음 소년군을 선두로 태고사에 안치하였다.
1946년 7월 7일 아침 수만 시민이 시내 태고사(太古寺)에 운집하였고, 국민장의 행렬은 오전 10시 삼의사봉장위원회의 지도를 받아 엄숙한 주악리에 효창공원으로 향하였다. 이승만, 김구, 오세창, 이시영, 여운형과 각 정당 단체 대표자와 각 정화 각 학교대표자들 5만여 명이 참석하였다. 안국정 사거리 종로 남대문 앞을 지나 경성역을 거쳐 연병정으로 행하여 금정(錦町, 현 용산구 효창동)에 이르니 이곳이 곧 이봉창의 출생지이다. 효창공원에 도착한 것은 오후 12시 40분이었다. 오후 2시부터 이봉창·윤봉길·백정기 3의사의 국민장이 거행된 뒤 효창공원에 안장되었다.

## 서훈
- 이봉창에게 1962년 건국훈장 대통령장이 추서되었다.
- 윤봉길에게 1962년 건국훈장 대한민국장이 추서되었다.
- 이덕주에게 1990년 건국훈장 애국장이 추서되었다.
- 유상근에게 1968년 건국훈장 독립장이 추서되었다
- 최흥식에게 1968년 대통령표창,1991년 건국훈장 애국장이 추서되었다
- 유진만에게 1990년 건국훈장 애국장이 추서되었다

## 같이 보기
- 대한민국 임시 정부
- 김구
- 이봉창
- 윤봉길